# Cerastium vourinense
Cerastium vourinense là loài thực vật có hoa thuộc họ Cẩm chướng. Loài này được Möschl & Rech.f. mô tả khoa học đầu tiên năm 1961.